# Influencia cultural del 11 de septiembre de 2001

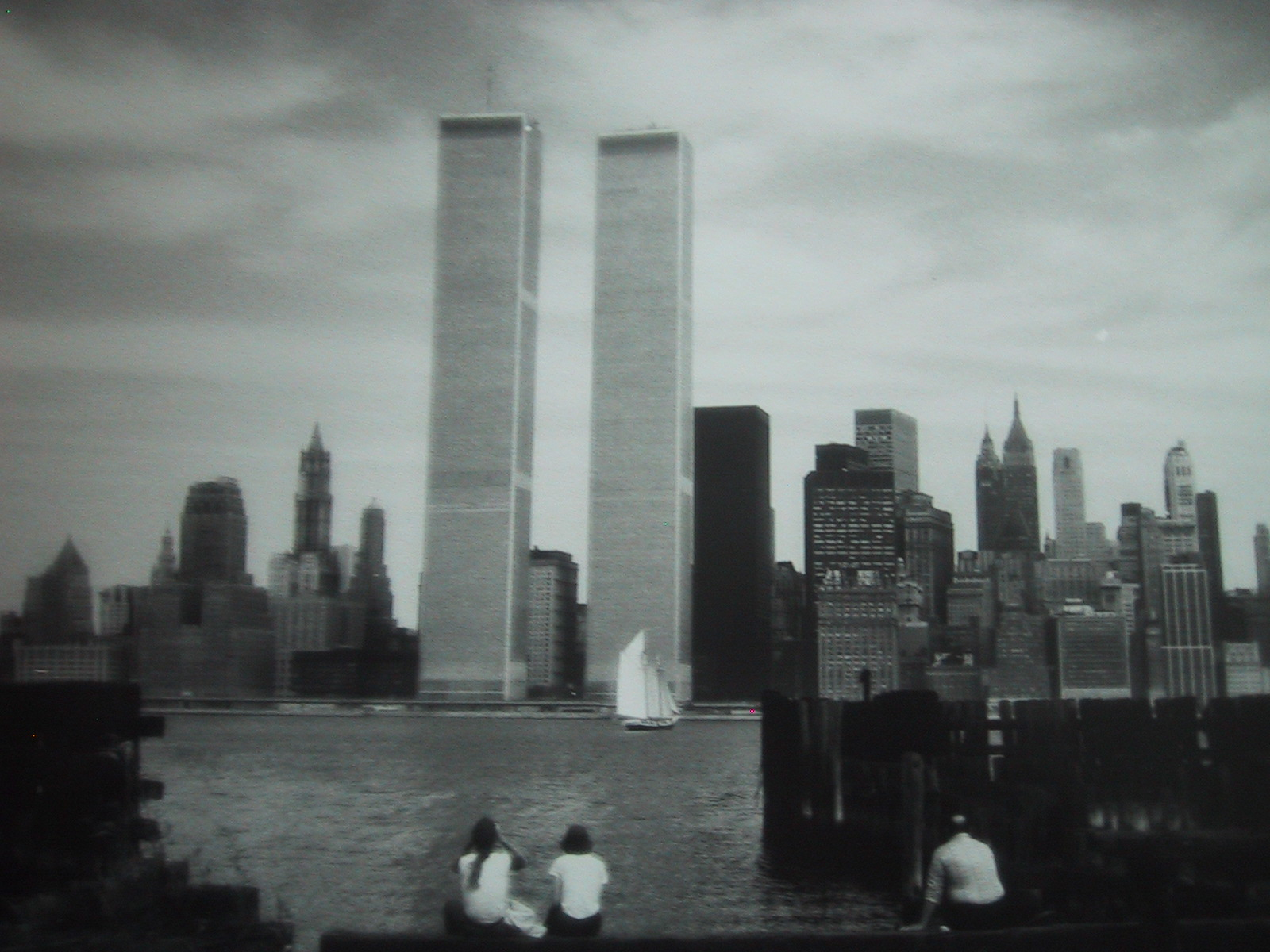
Torres Gemelas del World Trade Center original

La influencia cultural de los atentados del 11 de septiembre de 2001 hace referencia a aquellos eventos sociales y de entretenimiento producidos como consecuencia del ataque y destrucción de las Torres Gemelas que conformaban el World Trade Center, el ataque a El Pentágono y la caída en picada del Vuelo 93 de United Airlines debido al intento de los pasajeros por reducir al grupo de terroristas que había secuestrado su avión; todos ellos ocurridos en los Estados Unidos. 
Las respuestas a los sucesos ocurridos ese día fueron tanto inmediatas como a largo plazo, incluyendo el fortalecimiento de sentido nacionalista por parte de la población estadounidense; la modificación de contenidos mediáticos en las industrias de radio, cine y televisión; el uso de nuevos simbolismos oriundos de estos acontecimientos; así como la modificación en los discursos alusivos por parte de líderes de opinión. En ese sentido, luego del ataque, eventos de espectáculos y deportivos tuvieron que se ser reagendados, además de instalarse una serie de homenajes y tributos en todo el mundo para las casi 3000 víctimas perecidas ese día.  

## Efectos sociales
Con base en informes de especialistas y profesionales de la salud mental, el trastorno de paranoia y ansiedad incrementó a raíz de los atentados. Si bien la aprobación del gobierno de George W. Bush alcanzó su porcentaje de gestión más alto con 86% y la seguridad de aeropuertos se fortaleció para dar una mayor tranquilidad a la población, el miedo y la xenofobia se elevaron durante los primeros meses después del 11 de septiembre. Ejemplos de ello fue el asesinato de Balbir Singh Sodhi, un empresario de 52 años, quien fue ultimado a tiros por cuatro hombres blancos porque "como usaba un turbante, lo confundieron con un árabe". De igual forma Adel Karas, vendedor egipcio de 48 años, sería asesinado por motivos similares en California. El 21 de septiembre de 2001, Ali Al Mansouri recibió doce tiros en la espalda, de parte de un hombre enojado por los atentados. Se estima que al menos ocho personas más sufrieron la misma suerte.
El 11 de septiembre también logró un gran impacto en la fe religiosa de muchas personas; para algunos se fortaleció para lograr encontrar consuelo frente a la pérdida de seres queridos y superar su dolor; mientras que otros comenzaron a cuestionarla o la perdieron por completo. Por otra parte, la opinión pública comenzó a utilizar nuevas simbologías a partir de este día, como por ejemplo:
- Zona cero: A raíz de los atentados, comenzó a utilizarse el término para designar la zona de mayor alcance o máxima devastación en tragedias, accidentes y ataques de casi cualquier tipo como podrían ser el epicentro de un terremoto, la zona de impacto de un maremoto en la costa, etc. Originalmente se usó para identificar el área en donde se encontraba el World Trade Center antes de su colapso.
- Saltador: La palabra cobró vital importancia para referirse a alrededor de 200 personas que luego de quedar atrapadas por arriba del punto de impacto de avión en cualquiera de las Torres Gemelas, optaron por suicidarse lanzándose al vacío en medio de la desesperación de ser alcanzadas por el fuego o el intenso humo producido por el mismo. Se engloba también aquí a las personas que intentaron sin éxito descender por las estructuras para poder escapar. Muchos de estos "saltadores" fueron capturados inadvertidamente tanto en televisión como en videos de testigos. De acuerdo a informes posteriores, algunos medios de comunicación optaron por no difundir estas imágenes para evitar traumatizar aún más a la población. Durante algún tiempo se cuestionó la existencia de material resguardado que incluía escenas confiscadas respecto a estos suicidios o incluso a fotografías de cadáveres regados en la acera antes del colapso de las torres. En agosto de 2021, el presidente Joe Biden confirmó que existe un archivo secreto sobre los atentados.[7]
- Let's Roll: Frase adoptada para incentivar el patriotismo nacionalista, tomada a partir de que Todd Beamer, pasajero del Vuelo 93, llamara a su esposa para confirmarle que el y un grupo de pasajeros confrontarían a los terroristas que habían secuestrado su avión. Aunque finalmente Beamer moriría en la colisión, la frase quedaría a la posteridad como un "grito de guerra".[8]
- Demasiado pronto: Buscó la sensibilización de líderes de opinión, medios de comunicación y sociedad en general a fin de no hacer referencias inoportunas sobre los acontecimientos. Nació luego de que el comediante Gilbert Gottfried realizará un chiste para su show nocturno en el Friars Club. Apenas dos semanas después del atentado, el humorista diría en su monólogo: "Estaba a punto de tomar un vuelo a Boston, pero me arrepentí cuando escuché que haríamos una parada en el Empire State Building". Acto seguido, un miembro de la audiencia gritaría desde su butaca: Too soon! (por su traducción al español "Demasiado pronto"). Ante un público molestó que comenzó a silbar, Gottfried logró salvar la rutina al improvisar para cambiar el tema, sin embargo la frase se mantendría para referencias posteriores respecto a guardar el respeto o luto hacia víctimas mortales de acontecimientos.[9]
- 11-S: Abreviación utilizada a partir de los atentados para referirse al día en cuestión. Esta práctica se mantendría para referirse a tragedias o hechos siniestros posteriores, por ejemplo los Atentados del 7 de julio de 2005 en Londres como 7-J.[10]

Los efectos sociales alcanzarían también el cambio de estrategia de seguridad en los aeropuertos, así como en los mecanismos de ingreso a vuelo. Tan solo entre las 4:15 p. m. y 5:00 p. m. del 13 de septiembre del 2021, 10 personas fueron detenidas en los aeropuertos de Nueva York, según los informes, por intentar abordar aviones con falsos pretextos, o que querían ingresar objetos punzocortantes a las aeronaves. Algunas de estas personas ya habían sido identificadas por el FBI como posibles sospechosos. Tres fueron retirados de los aviones listos para la salida por equipos SWAT de la policía, uno se resistió al arresto. Más tarde se descubrió que ninguno de ellos estaba planeando un secuestro.

## Mensaje de los medios de comunicación

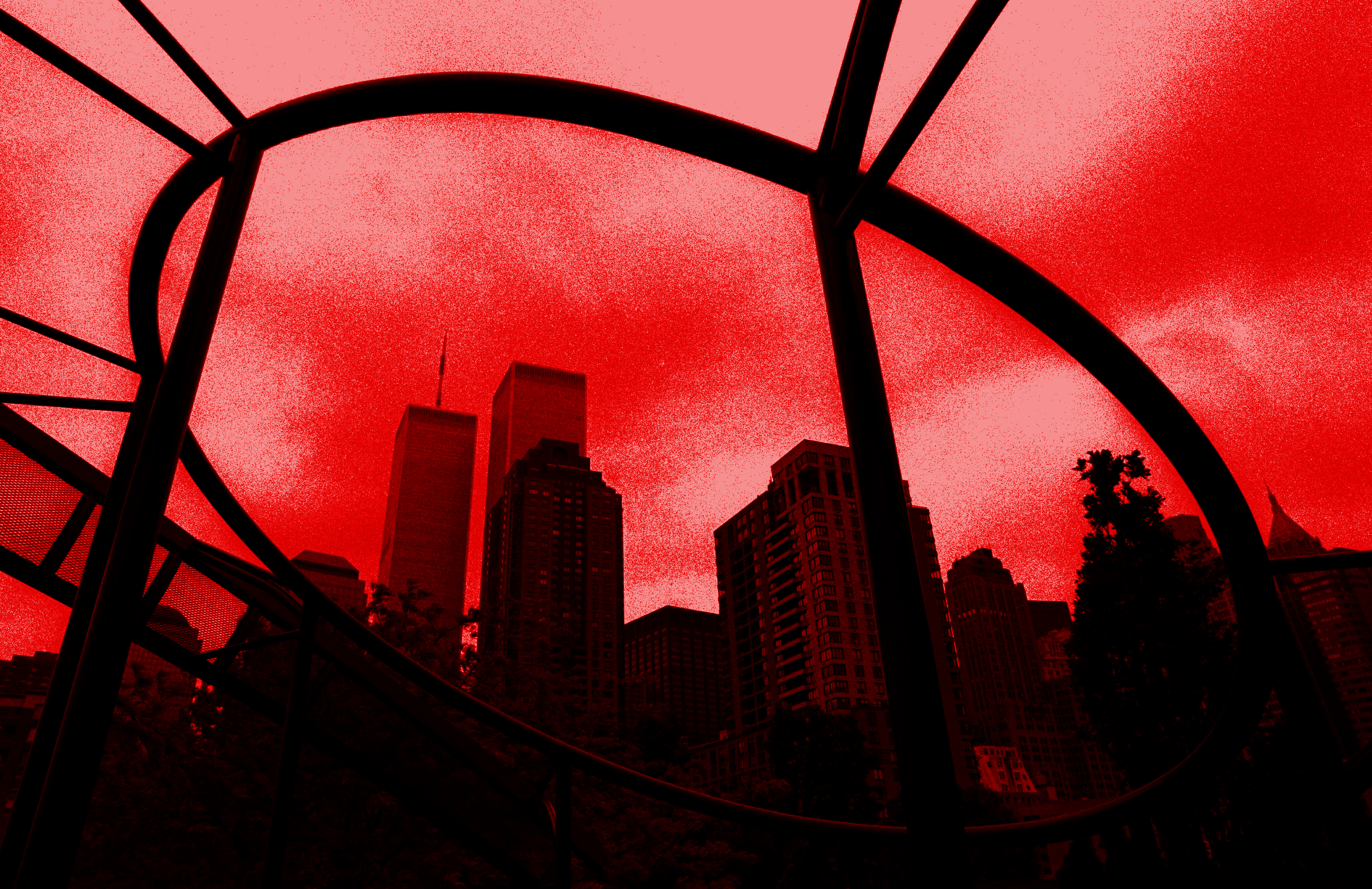
Los medios de comunicación limitaron sus contenidos después del 11-S.

Desde el 11 de septiembre y hasta días posteriores, la agenda de contenidos de medios de comunicación se vio notablemente alterada, además de que estos fungieron como influencias culturales directas respecto a la forma en que la sociedad percibió la noticia. Cadenas como CNN destacaron como principales encabezados: Nueva Guerra en América, "America está bajo ataque" y "Guerra contra el terror". La cadena de televisión WNYW interrumpió sus cortes comerciales, que en ese momento mostraban un anuncio de la película Zoolander para mostrar en primer plano la humareda proveniente de la Torre Norte luego del impacto del primer avión. A partir de ese momento, esta y la mayoría de cadenas televisivas se enlazarían para dar cobertura ininterrumpida a lo ocurrido. Los atentados del 11 de septiembre de 2001 y el asesinato de John F. Kennedy son hasta ahora los únicos sucesos de televisión en Estados Unidos por los que los consorcios de radio y TV suspendieron los anuncios comerciales. De igual manera el 11-S ejemplificó las primeras fake news mediáticas, destacando cuando por error CNN anunció que un coche bomba había explotado frente al Departamento de Estado de los Estados Unidos. Esta y otras noticias falsas serían posteriormente desmentidas.
Respecto a los canales de televisión de paga, si bien no interrumpieron su programación, esta fue adaptada conforme a los criterios de luto establecidos. MTV decidió programar un bucle continuo limitado de metrajes musicales, sin que se introdujeran nuevos videos durante semanas. La lista de reproducción incluía solo canciones y videos ligeros a tristes, como I'm Like a Bird de Nelly Furtado o Emotion de Destiny's Child's. Los canales de caricatura y programas animados también continuaron pero con restricciones en capítulos cuya trama hacían alusión a explosiones, violencia ligera o que mencionaran al World Trade Center en su historia. Las estaciones de radio también habituaron su programación acorde a lo ocurrido. Conductores y titulares de programas denotarían también una actitud de luto evitando realizar situaciones de humor durante semanas posteriores a los ataques. Uno de los comentarios más polémicos surgiría hasta el año 2002 cuando la comediante Joan Rivers diría en un programa británico que "las esposas de los bomberos fallecidos se sentirían decepcionadas cuando estos aparecieran con vida, ya que tendrían que regresar el dinero de la compensación La broma sería más adelante condenada por Harold Schaitberger, presidente de la Asociación Nacional de Bomberos de los Estados Unidos.
Culturalmente, el 11-S también generó el debate respecto hasta que punto deberían los medios de comunicación mostrar imágenes fuertes en televisión abierta, al punto de que la entonces primera dama Laura Bush pidiera a los padres de familia supervisar a sus hijos respecto al consumo que le estaban dando a la noticia, invitándolos a alejarlos de toda imagen de violencia explícita.

## Impacto en el entretenimiento
Numerosas películas y episodios de programas de televisión fueron cancelados o editados después de los atentados. El uso de la imagen de las Torres Gemelas fue prohibido para salir en televisión, a fin de evitar traumas en familiares de las víctimas. La serie Friends tuvo que eliminar una escena completa del tercer capítulo de la octava temporada, titulado "The One Where Rachel Tells...". La historia involucraba a los personajes de Mónica y Chandler en el aeropuerto a punto abordar el avión para su luna de miel. Luego de ser detenidos Chandler hacía bromas de la seguridad del aeropuerto haciendo referencia a bombas y explosiones para luego ser llevado a una sala de interrogatorio. El episodio estaba programado para salir al aire dos semanas después de la fecha de los acontecimientos, sin embargo por obvias razones la historia tuvo que ser modificada y su fecha de estreno fue aplazada. De igual manera la introducción de la serie Los Soprano fue editada para que el complejo del World Trade Center no apareciera en ella. El tercer episodio de la tercera temporada de Bob Esponja denominado "Solo un Bocado" contenía una escena en que el personaje de Calamardo hacía explotar por accidente El Crustáceo Cascarudo, su centro de trabajo. Como el episodio estaba pautado para estrenarse la semana de los atentados, está secuencia fue eliminada. 
El episodio The City of New York vs. Homer Simpson de la serie Los Simpsons, hecho en 1997, fue retirado de todas las emisoras debido al protagonismo que tenía el escenario de las Torres Gemelas en el. Adicionalmente, una escena de este episodio contiene una alusión involuntaria a los atentados del 11 de septiembre de 2001. En ella, Lisa sostiene un folleto para una tarifa de autobús de 9 dólares mostrando el World Trade Center en el fondo. Al Jean contó en una entrevista al New York Times en 2018, "Hay un fotograma donde hay un folleto que dice Nueva York a $9 por día, y detrás del nueve están las torres gemelas. Entonces se ven como un 11, y parece un 9/11. Esa es una cosa completamente bizarra y extraña." Vía Twitter, el coproductor ejecutivo del episodio Bill Oakley respondió a un artículo del New York Observer en 2010 que "Se eligió $9 como una tarifa cómicamente barata... Para hacer un anuncio sobre ello, el artista eligió lógicamente incluir una silueta de Nueva York. Yo firmé el diseño. Es bastante autoexplicativo. Y concederé que es inquietante dado que está en el único episodio de cualquier serie que haya tenido un acto completo de bromas del World Trade Center."
Los estrenos fílmicos de algunas cintas fueron también pospuestos, por ejemplo Día de entrenamiento protagonizada por Denzel Washington. La película Spider-Man tuvo que remover toda una escena en la que el personaje de Marvel atrapaba a dos ladrones por medio de una red de telaraña justo en medio de ambas torres del World Trade Center original. Incluso, Sony Pictures alcanzó a lanzar un tráiler semanas antes del 11-S en el que esta escena estuvo al alcance del público. Luego del atentado, toda alusión a las torres fue eliminada. Al menos 45 películas sufrieron modificaciones digitales a raíz de la tragedia. Así mismo, diversas cintas de años posteriores hicieron especial mención al 11 de septiembre de 2001, en la siguiente lista algunas de ellas.
| Lanzamiento | Título                              | Director        | Descripción |
| ----------- | ----------------------------------- | --------------- | --- |
| 2004        | Fahrenheit 9/11                     | Michael Moore   | Documental respecto a las teorías conspirativas sobre la participación del presidente George W. Bush en la autoría intelectual de los atentados. |
| 2006        | World Trade Center                  | Oliver Stone    | Narra los rescates del 11-S. |
| 2006        | United 93                           | Paul Greengrass | Sobre los acontecimientos ocurridos en el Vuelo 93 de United Airlines.                                                                           |
| 2011        | Extremely Loud and Incredibly Close | Stephen Daldry  | Basada en la experiencia de una familia luego del 11-S.                                                                                          |
| 2012        | Zero Dark Thirty                    | Kathryn Bigelow | La película inicia con las llamadas hechas desde las Torres Gemelas.                                                                             |
| 2014        | American Sniper                     | Clint Eastwood  | La cobertura del 11-S es mencionada durante la trama.                                                                                            |
| 2019        | The Report                          | Scott Z. Burns  | Basada en la tortura realizada por la CIA después del 11 de septiembre.                                                                          |

Además de la industria fílmica, cantantes y músicos fueron influenciados por los acontecimientos. Paul McCartney escribió el tema Freedom en respuesta a los ataques, incluyendo la canción en el setlist de su gira Driving World Tour. McCartney sin embargo dejaría de interpretarla al asegurar que su canción homenaje corría el riesgo de ser utilizada como propaganda bélica tras iniciada la invasión a Irak. Textualmente diría «Creo que era un fantástico sentimiento, y tras el 11-S creo que era el mejor sentimiento. Pero se tergiversó. Y le dieron un significado militar, y luego encontrabas a Mr. Bush usando ese tipo de idea de un modo que sentí alterado el significado de la canción».
El 20 de octubre de 2001 el propio McCartney organiza El concierto para la Ciudad de Nueva York en el Madison Square Garden, con respaldo de músicos como David Bowie, Mick Jagger, Eric Clapton, The Who y Elton John. La finalidad fue recaudar fondos para los supervivientes y familias de las víctimas. Al día siguiente, Michael Jackson llevó a cabo la organización de un segundo concierto benéfico con la participación de Mariah Carey, James Brown, Al Green, Britney Spears, Christina Aguilera, Rod Stewart, entre otros. El evento titulado United We Stand: What More Can I Give cerró con Jackson interpretando What More Can I Give. Una versión en español del tema fue grabado con la participación de Juan Gabriel, Alejandro Sanz, Celine Dion, Julio Iglesias, Shakira, Gloria Estefan, Olga Tañón y Luis Miguel. De igual forma, una gran cantidad de cantantes mencionaron los ataques en sus composiciones. 
En días inmediatos al 11-S se expidió también el documento denominado Memorando del Clear Channel de 2001, elaborado por la plataforma musical Clear Channel y que se hizo llegar a alrededor de 1200 estaciones de radio con una lista de canciones que "estaban prohibidas" para sonar en su programación, o en todo caso que no eran apropiadas. Entre el listado se encontraban Knockin' on Heaven's Door de Guns N' Roses, A Day in the Life de The Beatles, Only the Good Die Young de Billy Joel, Run Like Hell de Pink Floyd y Killer Queen de Queen. Irónicamente, la lista incluyó también canciones motivacionales como What a Wonderful World de Louis Armstrong, Imagine de John Lennon, así como New York, New York de Frank Sinatra.

## Eventos cancelados o pospuestos
Para las elecciones primarias de alcalde de Nueva York, se habían inauguradas casillas de votación justamente el 11 de septiembre de 2001. Estos comicios fueron cancelados luego del impacto de los aviones. La 53.ª edición de los Premios Primetime Emmy fue pospuesta en dos ocasiones; originalmente planeada para el 16 de septiembre fue aplazada luego de los ataques, y pospuesta nuevamente luego de que la Guerra de Afganistán iniciara el 7 de octubre, mismo día que estaba pautado el evento. Finalmente la ceremonia se llevó a cabo el 4 de noviembre. De manera contraria, la segunda entrega de los Grammy Latinos fue cancelada de manera definitiva. 
La 74.ª edición de los Premios Óscar llevada a cabo a principios de 2002 también tuvo importante influencia del 11-S. De acuerdo a la revista Nueva York alusiones a los ataques se hicieron en 26 ocasiones destacando una introducción de homenaje realizada por el actor Tom Cruise, y la aparición del cineasta Woody Allen, en su única aparición en los Premios Oscar. Allen había incluso rechazado asistir cuando se celebró la ceremonia de 1978 en la que ganó tres galardones, sin embargo acudió a la edición de 2002 para hablar de la ciudad de Nueva York. Artistas como Maggie Smith y Paul McCartney acudieron también a la entrega después de más dos décadas de ausencia. Al año siguiente, luego de ganar el Oscar como Mejor Documental, Michael Moore recibió una mezcla de abucheos y aplausos al criticar en el escenario al presidente George W. Bush, al punto de que los organizadores tuvieron que cerrarle el micrófono.
En cuanto a eventos deportivos, el calendario del Super Bowl XXXVI también sufrió modificaciones de aplazamiento. El partido final se disputó el 3 de febrero de 2002 en el estadio Louisiana Superdome de la ciudad de New Orleans. La Copa NASCAR también pospuso la 2001 Kroger Supermarkets 300, de la fecha prevista del 16 de septiembre al 23 del mismo mes. Las Grandes Ligas de Béisbol suspendieron también todos sus partidos inmediatamente al 11 de septiembre.
En otro orden de ideas, se llevaron a cabo homenajes en todo Estados Unidos, así como en otras partes del mundo. El 13 de septiembre, el presidente Vladímir Putin guarda un momento de silencio al mediodía (hora de Moscú) con banderas colocadas a media asta en toda Rusia "en memoria de las víctimas de los actos terroristas". Ese mismo día la Reina Elizabeth II de Inglaterra preside un acto cívico en el que guardias nacionales interpretaron el himno The Star-Spangled Banner Entre los efectos positivos, la influencia del 11 de septiembre elevó el sentido nacionalista, la unidad y el voluntariado de la sociedad.